# William Boeing
William Edward Boeing, nato Wilhelm Eduard Böing (Detroit, 1º ottobre 1881 – Seattle, 28 settembre 1956), è stato un imprenditore e pioniere dell'aviazione statunitense, fondatore dell'industria aeronautica Boeing.

## Biografia

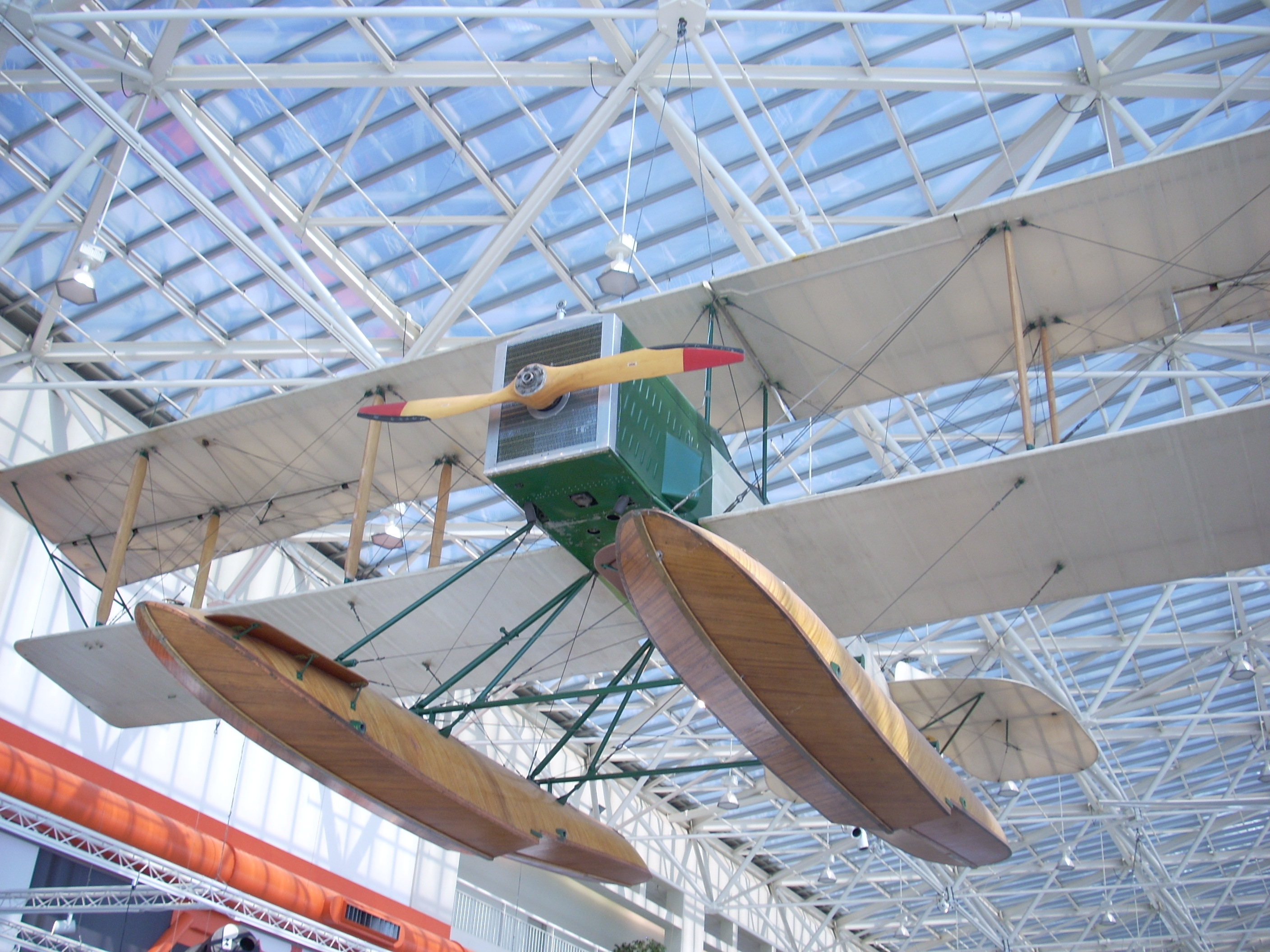
Replica del B & W Seaplane esposta presso il Museum of Flight, di Seattle, stato di Washington.

Nato a Detroit (Michigan) il 1º ottobre 1881 come William Edward Böing all'interno di una benestante famiglia, composta dal padre Wilhelm, un ingegnere minerario tedesco, e dalla madre Marie M. Ortmann, di origine austriaca. Il padre lavorò e fece fortuna da solo, senza alcun tipo di supporto finanziario, acquistando e vendendo legname proveniente dal North Woods e minerali dal Lago Superiore.
Nel 1890 suo padre morì di influenza, e poco dopo sua madre si risposò. Frequentò le scuole in Europa, a Vevey (Svizzera), ritornando negli Stati Uniti d'America per frequentare le scuole superiori a Boston. Quando si iscrisse alla Sheffield Scientific School di Yale di New Haven (Connecticut) cambiò il proprio nome, anglicizzandolo in William Edward Boeing.
Nel 1903 da Yale, ereditando la fortuna del padre, stimata in un milione di dollari dell'epoca, entra nel mondo degli affari. Trasferitosi nel Nord-ovest Pacifico a Hoquiam (stato di Washington), vicino a Gray's Harbor, sul lato della Penisola Olimpica che dà sull'Oceano Pacifico, comprò grandi terreni da legname. L'impresa si rivelò particolarmente fruttuosa, specialmente dopo l'apertura del canale di Panama che ridusse di molto i tempi di trasporto. Mentre è presidente della Greenwood Logging Company, dove si era cimentato con il disegnare barche, tra cui il suo primo futuro yacht personale Taconite, si trasferì a Seattle, dove, durante l'Alaska-Yukon-Pacific Exposition nel 1909, vide per la prima volta una macchina volante. Si innamorò dell'aeronautica assistendo a una manifestazione aerea organizzata sul Ranch Dominguez, a sud di Los Angeles nel gennaio 1910.
Il 3 luglio 1914 lui, e il suo amico il Cdr. George Conrad Westervelt (US Navy), assistettero all'ammaraggio di un idrovolante Curtiss, ai cui comandi vi era il pilota Terah T. Maroney, sul lago Washington, in occasione del "Kla-How-Yaw". I due chiesero al Mahoney di poter andare in volo con lui, e il loro desiderio fu esaudito qualche giorno più tardi.
Decise quindi di prendere lezioni di volo presso la Glenn L. Martin Flying School di Los Angeles, acquistando nel contempo uno degli aerei di produzione Martin. Il pilota della ditta Martin James Floyd Smith si recò a Seattle per assemblare il nuovo idrovolante Martin T, dando nel contempo lezioni di volo al proprietario. Le enormi casse contenenti l'aereo arrivarono in treno, e Smith assemblò il velivolo in un hangar di tenda eretto su una barca posizionata sulle rive del Lago Union. Conseguito il brevetto di pilota, il suo pilota collaudatore personale, Herb Munter, danneggiò ben presto l'aereo. Quando Glenn Luther Martin gli comunicò che le parti di ricambio non sarebbero state disponibili per mesi egli disse al suo amico Westervelt: Potremmo costruire un aereo migliore e realizzarlo più velocemente. L'ufficiale della marina concordò, e i due costruirono l'idrovolante B & W Seaplane, un biplano anfibio dalle prestazioni eccezionali, il cui primo prototipo, ribattezzato "Bluebill", andò in volo per la prima volta nelle sue mani il 29 giugno 1916. Dopo essere entrati nel business della costruzione di aerei, il 15 luglio successivo fondarono la Pacific Aero Products Co. con capitale sociale di 110.000 dollari.
Quando gli Stati Uniti d'America entrarono nella prima guerra mondiale l'8 aprile 1917, poco più di un mese dopo egli si arruolò come riservista nella marina e cambiò il nome della fabbrica in Boeing Airplane Company, assumendo due giovani ingegneri, Clairmont L. Egtvedt e Philip G. Johnson. La ditta ottenne un ordine dall'US Navy per la realizzazione di 50 aerei da addestramento HS-2L. Dopo il termine della guerra le forniture militari vennero ridotte di molto, e la Boeing iniziò a licenziare molti dei suoi 360 operai, numerosi dei quali specializzati in falegnameria, a concentrarsi sulla costruzione di velivoli commerciali, firmando contratti per fornire il servizio di posta aerea e successivamente iniziando un servizio passeggeri che si evolse nella United Airlines. Il 3 marzo 1919 lui, e il suo pilota Edward Hubbard, volando a bordo di un Boeing C-700, equipaggiato di propulsore Hall-Scott, trasportarono 60 lettere da Vancouver (Columbia Britannica) a Seattle, in occasione della Grande Esposizione Canadese, realizzando così il primo servizio di posta aerea internazionale. Nel 1921 si aggiudicò la costruzione su licenza di 200 caccia Thomas-Morse MB-3A, dotati di propulsore Wright H-3 da 320 CV, e ciò risollevò le sorti della fabbrica.

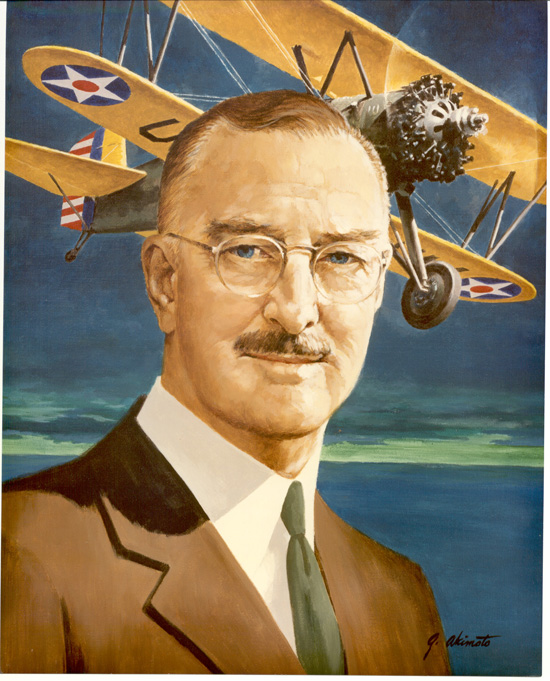
Ritratto di William E. Boeing.

Nel 1927, alla testa di una cinquantina di ingegneri e tecnici e 500 salariati, si lanciò nel trasporto di posta aerea, prendendo parte a una competizione organizzata per il servizio di trasporto posta da Chicago a San Francisco. Questo fatto portò ad una accesa rivalità tra lui e Edward Hubbard. Vincitore della gara, il 1º luglio dello stesso anno immise in servizio sulla rotta ben 24 aerei operativi. In occasione del lancio del Boeing Model 40, il 28 gennaio 1927, qualche tempo dopo diede vita alla Boeing Air Transport Corporation, che divenne United Aircraft and Transport Corporation il 1º febbraio 1929.
Nel febbraio 1934 il governo lo accusò di monopolizzare il mercato con la United Aircraft and Transport Corporation e con l'Air Mail Act del 12 giugno successivo gli ordinò di dividere la sua società in tre parti, separando l'attività di volo da quella di costruttore. Si privò quindi della proprietà della sua holding di famiglia, la United Aircraft and Transport Corporation, che fu suddivisa il 26 settembre dello stesso anno in tre distinte società: United Aircraft Company, Boeing Airplane Company e United Airlines. In quello stesso anno si ritirò dall'industria aeronautica, divenendo membro dello yacht club di Vancouver e socio del cantiere navale Hoffar Beeching Co., dove diede inizio alla costruzione del suo secondo yacht da 38 metri, denominato Taconite.
Insignito della Daniel Guggenheim Medal nel 1934, si impegnò nello sviluppo delle sue proprietà e nell'allevamento di cavalli a Walnut Creek, in California. Tra il 1935 e il 1944, lui e sua moglie Bertha acquistarono un ampio tratto di terreno a nord-est della città di Seattle, circa 650 acri (260 ha), chiamando la loro fattoria di purosangue Aldarra.La proprietà rimase in famiglia fino a quando la maggior parte del terreno non fu venduto per la realizzazione di un campo da golf nel 2001. Diversi acri di terreno, tuttavia, rimasero in famiglia, incluso le due case più piccole. La residenza principale di Boeing, per la maggior parte della sua vita, tuttavia, era la William E. Boeing House una villa nella comunità di The Highlands vicino a Seattle, che in seguito fu inserita nel Registro nazionale dei luoghi storici. Nel 1942, con la seconda guerra mondiale oramai in pieno svolgimento, donò la sua villa di Highland Hills al governo affinché venisse realizzato un ospedale pediatrico, e ritornò saltuariamente a lavorare per la sua antica impresa nel ruolo di consigliere.
Morì alle 13:08 del 28 settembre 1956, all'età di 74 anni, appena tre giorni prima del suo settantacinquesimo compleanno, e un anno prima che il primo aereo a reazione di linea commerciale di successo, il Boeing 707, andasse in volo per la prima volta. Fu dichiarato morto all'arrivo al Seattle Yacht Club, avendo avuto un infarto del miocardio a bordo del suo yacht Taconite. Le sue ceneri furono disperse al largo della Columbia Britannica, dove aveva trascorso molto tempo navigando a bordo del suo yacht.
Fu inserito postumo nella National Aviation Hall of Fame di Dayton, Ohio, nel 1966.

### Vita privata
Nel 1921 William Boeing si sposò con la signora Bertha Marie Potter Paschall (1891-1977) e i figli di quest'ultima, Nathaniel "Nat" Paschall Jr. e Cranston Paschall, vennero adottati da lui. La coppia ebbe poi un figlio, William E. Boeing Jr. (1922-2015). Due dei suoi figli intrapresero la carriera nel mondo dell'aviazione: Nat Paschall fu direttore delle vendite per la concorrente Douglas Aircraft Company, in seguito denominata McDonnell Douglas, mentre Bill Jr. divenne un noto pilota privato operando nel contempo nel campo degli immobili industriali.

### Annotazioni
1. ↑  La famiglia era emigrata negli Stati Uniti d'America nel 1868.
2. ↑  Wilhelm Böing (1846–1890) era nato a Hagen-Hohenlimburg, in Germania.
3. ↑  Nata a Vienna, allora capitale dell'Impero austro-ungarico.
4. ↑  Dotato di propulsore aeronautico a 4 cilindri Hall-Scott da 125 CV.
5. ↑  Il pilota collaudatore doveva essere Munter, il quale quel giorno tardò ad arrivare, e fu quindi Boeing a portarlo in volo.
6. ↑  Il valore del contratto era di 116.000 dollari.
7. ↑  Comprese le future comunità di Richmond Beach, Richmond Heights, Innis Arden, Blue Ridge e Shoreview.
8. ↑  Il Boeing Creek che corre vicino a questa proprietà porta il suo nome.
9. ↑  Bertha Potter Paschall Boeing era figlia di Howard Cranston Potter e Alice Kershaw Potter. Attraverso suo padre era un discendente dei banchieri commerciali Alexander Brown di Baltimora, James Brown & Brown, genero e socio di Howard Potter di New York; e attraverso sua madre, la nipote di Charles James Kershaw e Mary Leavenworth Kershaw (una discendente di Henry Leavenworth).
10. ↑  Che in precedenza era stata sposata con Nathaniel Paschall, un agente immobiliare da cui aveva avuto due figli.

### Periodici
- (FR) Un certain William Edward Böing, in Le Fana de l’Aviation Hors Série, n. 6, Clichy, Editions Lariviere, juillet 2016,  pp. 14-15, ISSN.